# Panamomops szinetari
Espèce
Panamomops szinetari est une espèce d'araignées aranéomorphes de la famille des Linyphiidae.

## Distribution
Cette espèce est endémique de Hongrie.

## Description
Le mâle holotype mesure 1,49 mm et la femelle paratype 1,40 mm.

## Systématique et taxinomie
Cette espèce a été décrite par Gallé-Szpisjak et Gallé en 2025.

## Étymologie
Cette espèce est nommée en l'honneur de Csaba Szinetár.

## Publication originale
- Gallé-Szpisjak & Gallé, 2025 : « A new Panamomops Simon, 1884 from the Hungarian Great Plain (Araneae: Linyphiidae). » Animal Taxonomy and Ecology, vol. 71, no 2, p. 415-426.